# Francesca Vanini
Francesca Vanini, passata alla storia con l'aggiunta del cognome maritale di Boschi (Bologna, ... – Venezia, 1744), è stata un contralto italiano.
Fu inizialmente al servizio della corte di Mantova ed "iniziò la carriera nel 1690, distinguendosi in opere di Carlo Francesco Pollarolo e di Lotti". Tra il 1695 e il 1700 apparve sui palcoscenici lirici di varie città italiane, Bologna, Firenze, Venezia, Mantova e Parma. 
Nel 1701 cantò a Napoli e si esibì ne Gli equivoci del sembiante di Antonio Caldara a Casale nel 1703, a Genova e Venezia in Flavio Anicio Olibrio di Francesco Gasparini al Teatro San Cassiano di Venezia con Domenico Cecchi e Giuseppe Maria Boschi nel 1706 ed a Vicenza nel 1707. 
Tra il 1707 e il 1709 fu con suo marito, il basso Giuseppe Boschi, nuovamente a Venezia, e poi, tra il 1710 e il 1711, a Londra. Durante questi soggiorni la Vanini partecipò a due prime händeliane: l'Agrippina, nel 1709, dove interpretò il personaggio di Ottone, e il Rinaldo, nel 1711, dove fu invece Goffredo. 
La sua voce aveva però all'epoca già iniziato il suo declino.
"Ricordata per il talento e lo stile raffinato", Francesca Vanini fu "il primo contralto «serio» di gran fama" della storia dell'opera, rendendosi protagonista del definitivo affrancamento del registro vocale di contralto dal repertorio di nutrici lubriche e ruffiane in cui era stato confinato dalla prima opera barocca. Voce non particolarmente estesa, che si articolava su un intervallo compreso tra il sol2 e il mi4, era però in grado di sostenere tessiture eccezionalmente basse, come quella di Ottone nell'Agrippina, mentre nella scrittura delle sue parti händeliane "sono frequenti i passi di agilità". Fu molto apprezzata anche dai tecnici del canto e in particolare da Pier Francesco Tosi, il quale ne lodò la capacità di seguire il metodo di Francesco Pistocchi consistente nell'introdurre abbellimenti senza trasgredire sul tempo.